# Procés Fischer-Tropsch
El procés Fischer-Tropsch és la reacció de productes intermedis de combustió o gas de síntesi per la generació de combustibles líquids (alcans, alquens i/o alcohols) i ceres. La reacció ocorre en un medi catalitzat i pot ser duta a terme en fase líquida, fase vapor o fase mixta líquid-vapor. L'interès actual en aquesta tecnologia és la possibilitat d'obtenir fracció dièsel a partir de carbó o gas natural, el que és un pas intermedi entre la dependència del petroli i el futur de l'hidrogen.

## Gas de síntesi
Els productes intermedis usats com reactants són l'hidrogen (H₂) i el monòxid de carboni (CO). La mescla d'aquests dos components s'anomena gas de síntesi. El gas de síntesi resulta de la combustió parcial de gas natural o del carbó.
Oscil·lant la pressió i temperatura del reactor de síntesi s'obtenen diferents relacions hidrogen/monòxid (reacció Water-Gas-Shift o WGS).
- Combustió completa

{\displaystyle CH_{4}+O_{2}=CO_{2}+H_{2}O}
- Combustió incompleta

{\displaystyle CH_{4}+O_{2}=CO+H_{2}}
- Reacció WGS

{\displaystyle CO+H_{2}O=CO_{2}+H_{2}}

## Catalitzadors
Els catalitzadors usats amb major freqüència són basats en ferro i en zinc. La reacció és de tipus heterogènia.
Els catalitzadors basats en ferro (Fe) s'usen per una major producció d'alcans. La reacció és de tipus fluïditzat, en què el catalitzador és separat del producte en una etapa posterior.
Els catalitzadors basats en zinc (Zn) s'usen per una major producció d'olefines o alquens. La reacció és de tipus llit fix, en què l'alimentació passa a través d'un llit de catalitzador fixat. A la superfície del mateix és on té lloc la reacció.

## Productes
Formació d'alcans
{\displaystyle nCO+(2n+1)H_{2}=C_{n}H_{2n+2}+nH_{2}O}
Formació d'alquens
{\displaystyle nCO+(2n)H_{2}=C_{n}H_{2n}+nH_{2}O}
Subproductes
La reacció pot presentar la generació de productes no desitjats tals com alcohols.

## Reactors
La reacció Fischer - Tropsch pot ser duta a terme en tres tipus de reactors:
- Reactor tubular de llit fix (Packed Bed Reactor o PBR)
- Reactor de llit fluïditzat (Continue Stirred Tank Reactor o CSTR)
- Reactor de llit circulant (Straight-Through Transport Reactor o STTR)

## Condicions d'operació
La reacció pot ser duta a terme en un interval de temperatura de 220 °C a 350 °C. La pressió acostuma a ser baixa, d'entre 5 i 30 bar. Les condicions dependran del producte desitjat, ja sigui per maximitzar la producció de parafines, olefines, alcohols o ceres.

## Mercat
L'accés reduït de Sud-àfrica al mercat del petroli va fer que s'investigués en la possibilitat d'obtenir gasolina, dièsel i olefines a partir de carbó. SASOL, antiga companyia estatal va implantar el procés i ha resultat la companyia més compromesa amb aquest tipus de reacció. Actualment basen la seva producció en el mercat de les ceres parafíniques, productes usats com base per cosmètics sintètics.
Shell està implantant plantes de producció de dièsel en països de la península aràbiga pel millor transport de combustible en vaixells.

## Variants
Una bona opció de futur és la producció d'olefines i parafines a partir de biomassa. La biomassa pot ser de tipus vegetal (escorça d'arbres) o procedent de residus sòlids urbans (RSU). La producció de combustibles resulta més eficient i s'aconsegueix reduir l'emissió de diòxid de carboni (CO₂).
El problema que presenta la tecnologia Biomass - To - Liquid (BTL) és el llarg retorn de la inversió, raó per la qual només resulta una opció viable si rep el suport de les administracions del territori.